# 馬切塔

馬切塔（Machetá）是哥倫比亞的城鎮，位於該國中部，由昆迪納馬卡省負責管轄，距離首府波哥大90公里，始建於1593年，面積225平方公里，海拔高度2,158米，2005年人口6,663。
5°04′48.78″N 73°36′26.91″W / 5.0802167°N 73.6074750°W